# Węgry na Letnich Igrzyskach Olimpijskich 2012
Węgry na Letnich Igrzyskach Olimpijskich 2012 reprezentowało 152 zawodników: 93 mężczyzn i 59 kobiet. Był to 25 start reprezentacji Węgier na letnich igrzyskach olimpijskich.

## Zdobyte medale
| Medal  | Zawodnik                                                         | Dyscyplina           | Konkurencja                                | Rezultat                                                        |
| ------ | ---------------------------------------------------------------- | -------------------- | ------------------------------------------ | --------------------------------------------------------------- |
| Złoto  | Krisztián Berki                                                  | Gimnastyka           | ćwiczenia na koniu z łękami mężczyzn       | 16,066 pkt                                                      |
| Złoto  | Rudolf Dombi, Roland Kökény                                      | Kajakarstwo          | K-2 1000 m mężczyzn                        | 3:09,646 min                                                    |
| Złoto  | Danuta Kozák                                                     | Kajakarstwo          | K-1 500 m kobiet                           | 1:51,456                                                        |
| Złoto  | Gabriella Szabó, Danuta Kozák, Katalin Kovács, Krisztina Fazekas | Kajakarstwo          | K-4 500 m kobiet                           | 1:30,827 min                                                    |
| Złoto  | Krisztián Pars                                                   | Lekkoatletyka        | rzut młotem mężczyzn                       | 80,59 m                                                         |
| Złoto  | Dániel Gyurta                                                    | Pływanie             | 200 m stylem klasycznym mężczyzn           | 2:07,28 min                                                     |
| Złoto  | Éva Risztov                                                      | Pływanie             | 10 km kobiet na otwartym akwenie           | 1:57:38,2 h                                                     |
| Złoto  | Áron Szilágyi                                                    | Szermierka           | szabla indywidualnie mężczyzn              | w finale pokonał Włocha Diego Occhiuzzi 15:8                    |
| Srebro | Miklós Ungvári                                                   | Judo                 | waga do 66 kg mężczyzn                     | w finale przegrał z Gruzinem Laszą Szawdatuaszwili              |
| Srebro | Zoltán Kammerer, Dávid Tóth, Tamás Kulifai, Dániel Pauman        | Kajakarstwo          | K-4 1000 m mężczyzn                        | 2:55,699 min                                                    |
| Srebro | Katalin Kovács, Natasa Douchev-Janics                            | Kajakarstwo          | K-2 500 m kobiet                           | 1:43,278 min                                                    |
| Srebro | Tamás Lőrincz                                                    | Zapasy               | kategoria do 66 kg mężczyzn                | w finale przegrał z Koreańczykiem Kim Hyeon-woo 0-3             |
| Brąz   | Éva Csernoviczki                                                 | Judo                 | waga do 48 kg kobiet                       | w walce o brązowy medal pokonała Japonkę Tomoko Fukumi          |
| Brąz   | Natasa Douchev-Janics                                            | Kajakarstwo          | K-1 200 m kobiet                           | 45,128 s                                                        |
| Brąz   | Ádám Marosi                                                      | Pięciobój nowoczesny | mężczyźni indywidualnie                    | 5836 pkt                                                        |
| Brąz   | László Cseh                                                      | Pływanie             | 200 m stylem zmiennym mężczyzn             | 1:56,22 min                                                     |
| Brąz   | Péter Módos                                                      | Zapasy               | styl klasyczny kategoria do 55 kg mężczyzn | w pojedynku o brązowy medal pokonał Duńczyka Håkana Nybloma 3:1 |
| Brąz   | Gábor Hatos                                                      | Zapasy               | styl wolny kategoria do 74 kg mężczyzn     | medal przyznany po przyłapaniu Sosłana Tigijewa na dopingu      |

## Skład kadry

### Boks
Mężczyźni
| Zawodnik      | Konkurencja | 1/16                     | 1/8                        | Ćwierćfinał                     | Półfinał         | Finał            | Finał   |
| Zawodnik      | Konkurencja | Przeciwnik Wynik         | Przeciwnik Wynik           | Przeciwnik Wynik                | Przeciwnik Wynik | Przeciwnik Wynik | Miejsce |
| ------------- | ----------- | ------------------------ | -------------------------- | ------------------------------- | ---------------- | ---------------- | ------- |
| Miklós Varga  | 60 kg       | Evaldas Petrauskas 12-20 | → Nie awansował            | → Nie awansował                 | → Nie awansował  | → Nie awansował  | 17.     |
| Gyula Káté    | 64 kg       | Eslam Mohamed 16-10      | Vincenzo Mangiacarpe 14-20 | → Nie awansował                 | → Nie awansował  | → Nie awansował  | 9.      |
| Zoltán Harcsa | 75 kg       | José Espinoza 16-13      | Mujandjae Kasuto 16-7      | Esquiva Falcão Florentino 10-14 | → Nie awansował  | → Nie awansował  | 5.      |

### Gimnastyka
Mężczyźni
| Zawodnik        | Konkurencje            | Konkurencje            | Konkurencje     | Konkurencje     | Konkurencje                 | Konkurencje                 | Konkurencje          | Konkurencje          | Konkurencje            | Konkurencje            | Konkurencje         | Konkurencje         | Konkurencje | Konkurencje | Konkurencje        | Konkurencje        |
| Zawodnik        | Wielobój indywidualnie | Wielobój indywidualnie | Ćwiczenia wolne | Ćwiczenia wolne | Ćwiczenia na koniu z łękami | Ćwiczenia na koniu z łękami | Ćwiczenia na kółkach | Ćwiczenia na kółkach | Ćwiczenia na poręczach | Ćwiczenia na poręczach | Ćwiczenia na drążku | Ćwiczenia na drążku | Skoki       | Skoki       | Wielobój drużynowy | Wielobój drużynowy |
| Zawodnik        | Wynik                  | Pozycja                | Wynik           | Pozycja         | Wynik                       | Pozycja                     | Wynik                | Pozycja              | Wynik                  | Pozycja                | Wynik               | Pozycja             | Wynik       | Pozycja     | Wynik              | Pozycja            |
| --------------- | ---------------------- | ---------------------- | --------------- | --------------- | --------------------------- | --------------------------- | -------------------- | -------------------- | ---------------------- | ---------------------- | ------------------- | ------------------- | ----------- | ----------- | ------------------ | ------------------ |
| Krisztián Berki |                        |                        |                 |                 |                             |                             | 16,066               | złoto                |                        |                        |                     |                     |             |             |                    |                    |
| Vid Hidvégi     |                        |                        |                 |                 |                             |                             | 14,300               | 8.                   |                        |                        |                     |                     |             |             |                    |                    |

Kobiety
| Zawodniczka    | Wynik                  | Wynik                  | Wynik           | Wynik           | Wynik                  | Wynik                  | Wynik                   | Wynik                   | Wynik  | Wynik   | Wynik              | Wynik              |
| Zawodniczka    | Wielobój indywidualnie | Wielobój indywidualnie | Ćwiczenia wolne | Ćwiczenia wolne | Ćwiczenia na poręczach | Ćwiczenia na poręczach | Ćwiczenia na równoważni | Ćwiczenia na równoważni | Skoki  | Skoki   | Wielobój drużynowy | Wielobój drużynowy |
| Zawodniczka    | Wynik                  | Pozycja                | Wynik           | Pozycja         | Wynik                  | Pozycja                | Wynik                   | Pozycja                 | Wynik  | Pozycja | Wynik              | Pozycja            |
| -------------- | ---------------------- | ---------------------- | --------------- | --------------- | ---------------------- | ---------------------- | ----------------------- | ----------------------- | ------ | ------- | ------------------ | ------------------ |
| Dorina Böczögő | 50,599                 | 49.                    | 13,166          | 52.             | 13,200                 | 50.                    | 11,600                  | 73.                     | 12,633 | 79.     |                    |                    |

### Judo
Mężczyźni
| Zawodnik        | Konkurencja | 1/32                       | 1/16                          | 1/8                          | Ćwierćfinał                 | Półfinał                  | Pierwsza runda repasaży  | Półfinał repasaży | Finał                             | Finał   |
| Zawodnik        | Konkurencja | Przeciwnik Wynik           | Przeciwnik Wynik              | Przeciwnik Wynik             | Przeciwnik Wynik            | Przeciwnik Wynik          | Przeciwnik Wynik         | Przeciwnik Wynik  | Przeciwnik Wynik                  | Pozycja |
| --------------- | ----------- | -------------------------- | ----------------------------- | ---------------------------- | --------------------------- | ------------------------- | ------------------------ | ----------------- | --------------------------------- | ------- |
| Miklós Ungvári  | −66 kg      | Ajmal Faizzada W 0100-0000 | Eddermys Sanchez W 0100-0000  | Rok Drakšič W 0011-0002      | Paweł Zagrodnik W 0010-0002 | Sugoi Uriarte W 0011-0000 |                          |                   | Lasza Szawdatuaszwili P 0001-0001 | srebro  |
| László Csoknyai | −81 kg      |                            | Putu Wiradamungga W 0200-0001 | Kim Jae-bum P 0002-0010      | → Nie awansował             | → Nie awansował           | → Nie awansował          | → Nie awansował   | → Nie awansował                   | 9.      |
| Tamás Madarász  | −90 kg      |                            |                               | Dilshod Choriyev P 0000-1000 | → Nie awansował             | → Nie awansował           | → Nie awansował          | → Nie awansował   | → Nie awansował                   | 9.      |
| Barna Bor       | +100 kg     |                            | Luuk Verbij 0010-0002         | El Mehdi Malki W 1000-0000   | Andreas Tölzer P 0002-0011  | → Nie awansował           | Rafael Silva P 0001-0001 | → Nie awansował   | → Nie awansował                   | 7.      |

Kobiety
| Zawodniczka      | Konkurencja | 1/16                            | 1/8                        | Ćwierćfinał                    | Półfinał            | Pierwsza runda repasaży      | Półfinał repasaży           | Finał               | Finał   |
| Zawodniczka      | Konkurencja | Przeciwniczka Wynik             | Przeciwniczka Wynik        | Przeciwniczka Wynik            | Przeciwniczka Wynik | Przeciwniczka Wynik          | Przeciwniczka Wynik         | Przeciwniczka Wynik | Pozycja |
| ---------------- | ----------- | ------------------------------- | -------------------------- | ------------------------------ | ------------------- | ---------------------------- | --------------------------- | ------------------- | ------- |
| Éva Csernoviczki | – 48 kg     |                                 | Birgit Ente W 0010-0001    | Charline Van Snick P 0000-1001 | → Nie awansowała    | Wu Shugen W 0210-0002        | Tomoko Fukumi W 1001-0001   | → Nie awansowała    | brąz    |
| Hedvig Karakas   | – 57 kg     | Concepción Bellorín W 0100-0011 | Rafaela Silva W 0100-0000  | Corina Caprioriu P 0000-0000   | → Nie awansowała    | Irina Zabłudina W 0011-0000  | Automne Pavia P 0002-0011   | → Nie awansowała    | 5.      |
| Anett Mészáros   | – 70 kg     |                                 | Kerstin Thiele P 0001-0001 | → Nie awansowała               | → Nie awansowała    | → Nie awansowała             | → Nie awansowała            | → Nie awansowała    | 9.      |
| Abigél Joó       | – 78 kg     |                                 | Audrey koumba W 1000-0000  | Kayla Harrison P 0100-1010     | → Nie awansowała    | Daria Pogorzelec W 1012-0022 | Audrey Tcheuméo P 0001-1000 | → Nie awansowała    | 5.      |

### Kajakarstwo
Mężczyźni
| Zawodnik                                               | Konkurencja | Eliminacje | Eliminacje | Półfinały | Półfinały | Finał A/B | Finał A/B | Pozycja |
| Zawodnik                                               | Konkurencja | Czas       | Pozycja    | Czas      | Pozycja   | Czas      | Pozycja   | Pozycja |
| ------------------------------------------------------ | ----------- | ---------- | ---------- | --------- | --------- | --------- | --------- | ------- |
| Miklós Dudás                                           | K-1 200 m   | 35,323     | 3.         | 35,993    | 3.        | 36,830    | 6. (A)    | 6.      |
| Attila Vajda                                           | C-1 200 m   | 44,761     | 5.         | 42,970    | 5.        | 44,466    | 3.(B)     | 11.     |
| Attila Vajda                                           | C-1 1000 m  | 3:59,853   | 2.         | 3:52,365  | 2.        | 3:50,926  | 6. (A)    | 6.      |
| Rudolf Dombi Roland Kökény                             | K-2 1000 m  | 3:11,393   | 1.         |           |           | 3:09,646  | 1.(A)     | złoto   |
| Zoltán Kammerer Dávid Tóth Tamás Kulifai Dániel Pauman | K-4 1000 m  | 2:54,153   | 1.         |           |           | 2:55,699  | 2. (A)    | srebro  |

Kobiety
| Zawodniczka                                                   | Konkurencja | Eliminacje | Eliminacje | Półfinały | Półfinały | Finał    | Finał   | Pozycja |
| Zawodniczka                                                   | Konkurencja | Czas       | Pozycja    | Czas      | Pozycja   | Czas     | Pozycja | Pozycja |
| ------------------------------------------------------------- | ----------- | ---------- | ---------- | --------- | --------- | -------- | ------- | ------- |
| Natasa Dusev-Janics                                           | K-1 200 m   | 41,221     | 1.         | 40,570    | 1.        | 45,128   | 3. (A)  | brąz    |
| Danuta Kozák                                                  | K-1 500 m   | 1:52,828   | 1.         | 1:50,469  | 1.        | 1:51,456 | 1. (A)  | złoto   |
| Katalin Kovács Natasa Dusev-Janics                            | K-2 500 m   | 1:43,984   | 1.         | 1:41,613  | 2.        | 1:43,278 | 2. (A)  | srebro  |
| Gabriella Szabó Danuta Kozák Katalin Kovács Krisztina Fazekas | K-4 500 m   | 1:35,769   | 1.         |           |           | 1:30,827 | 1. (A)  | złoto   |

### Kolarstwo

#### Kolarstwo szosowe
| Zawodnik          | Konkurencja                    | Czas                   | Pozycja                |
| ----------------- | ------------------------------ | ---------------------- | ---------------------- |
| Krisztián Lovassy | wyścig ze startu wspólnego (m) | → Nie ukończył wyścigu | → Nie ukończył wyścigu |

#### Kolarstwo górskie
| Zawodnik      | Konkurencja       | Czas                   | Pozycja                |
| ------------- | ----------------- | ---------------------- | ---------------------- |
| Barbara Benkó | cross-country (k) | 1:43:24                | 27.                    |
| András Parti  | cross-country (m) | → Nie ukończył wyścigu | → Nie ukończył wyścigu |

### Lekkoatletyka
Mężczyźni
Konkurencje biegowe
| Zawodnik          | Konkurencja           | Eliminacje | Eliminacje | Półfinał        | Półfinał        | Finał           | Finał           |
| Zawodnik          | Konkurencja           | Wynik      | Miejsce    | Wynik           | Miejsce         | Wynik           | Miejsce         |
| ----------------- | --------------------- | ---------- | ---------- | --------------- | --------------- | --------------- | --------------- |
| Marcell Deák-Nagy | 400 m                 | 46,17      | 4.         | → Nie awansował | → Nie awansował | → Nie awansował | → Nie awansował |
| Tamás Kazi        | 800 m                 | 1:47,10    | 6.         | → Nie awansował | → Nie awansował | → Nie awansował | → Nie awansował |
| Tamás Kovács      | maraton               |            |            |                 |                 | 2:27:48         | 72.             |
| Dániel Kiss       | 110 m przez płotki    | 13,62      | 6.         | → Nie awansował | → Nie awansował | → Nie awansował | → Nie awansował |
| Balázs Baji       | 110 m przez płotki    | 13,76      | 5.         | → Nie awansował | → Nie awansował | → Nie awansował | → Nie awansował |
| Albert Minczér    | 3000 m z przeszkodami | 8:40,74    | 12.        |                 |                 | → Nie awansował | → Nie awansował |
| Máté Helebrandt   | chód 20 km            |            |            |                 |                 | 1:23:32         | 32.             |

Konkurencje techniczne
| Zawodnik       | Konkurencja    | Kwalifikacje | Kwalifikacje | Finał           | Finał           |
| Zawodnik       | Konkurencja    | Wynik        | Miejsce      | Wynik           | Miejsce         |
| -------------- | -------------- | ------------ | ------------ | --------------- | --------------- |
| Lajos Kürthy   | pchnięcie kulą | 19,65        | 21.          | → Nie awansował | → Nie awansował |
| Krisztián Pars | rzut młotem    | 79,37        | 1.           | 80,59           | złoto           |

| Zawodnik     | Konkurencje   | Konkurencje                | Wyniki  | Punkty | Miejsce |
| ------------ | ------------- | -------------------------- | ------- | ------ | ------- |
| Attila Szabó | dziesięciobój | bieg 100 m                 | 11,15   | 827    | 24.     |
| Attila Szabó | dziesięciobój | skok w dal                 | 6,96    | 804    | 23.     |
| Attila Szabó | dziesięciobój | pchnięcie kulą             | 13,93   | 724    | 20.     |
| Attila Szabó | dziesięciobój | skok wzwyż                 | 1,90    | 714    | 28.     |
| Attila Szabó | dziesięciobój | bieg 400 m                 | 50,83   | 777    | 26.     |
| Attila Szabó | dziesięciobój | bieg na 110 m przez płotki | 14,92   | 859    | 21.     |
| Attila Szabó | dziesięciobój | rzut dyskiem               | 45,14   | 770    | 13.     |
| Attila Szabó | dziesięciobój | skok o tyczce              | 4,60    | 790    | 16.     |
| Attila Szabó | dziesięciobój | rzut oszczepem             | 58,84   | 720    | 14.     |
| Attila Szabó | dziesięciobój | bieg na 1500 m             | 4:53,81 | 596    | 22.     |
| Attila Szabó | dziesięciobój | Finał                      |         | 7581   | 24.     |

Kobiety
Konkurencje biegowe
| Beáta Rakonczai   | maraton    |  |  |  |  | 2:41:20 | 85. |
| Zsófia Erdélyi    | maraton    |  |  |  |  | 2:44:45 | 92. |
| Anikó Kálovics    | maraton    |  |  |  |  | 2:45:55 | 95. |
| Viktoria Madarasz | chód 20 km |  |  |  |  | 1:34:48 | 41. |

Konkurencje techniczne
| Zawodniczka  | Konkurencja    | Kwalifikacje | Kwalifikacje | Finał            | Finał            |
| Zawodniczka  | Konkurencja    | Wynik        | Miejsce      | Wynik            | Miejsce          |
| ------------ | -------------- | ------------ | ------------ | ---------------- | ---------------- |
| Éva Orbán    | rzut młotem    | 68,64        | 17.          | → Nie awansowała | → Nie awansowała |
| Vanda Juhász | rzut oszczepem | 50,01        | 36.          | → Nie awansowała | → Nie awansowała |
| Anita Márton | pchnięcie kulą | 17,48        | 24.          | → Nie awansowała | → Nie awansowała |

| Zawodniczka    | Konkurencja | Konkurencja                | Wyniki  | Punkty | Miejsce |
| -------------- | ----------- | -------------------------- | ------- | ------ | ------- |
| Györgyi Farkas | siedmiobój  | bieg na 100 m przez płotki | 14,33   | 932    | 36.     |
| Györgyi Farkas | siedmiobój  | skok wzwyż                 | 1,80    | 978    | 3.      |
| Györgyi Farkas | siedmiobój  | pchnięcie kulą             | 13,55   | 764    | 5.      |
| Györgyi Farkas | siedmiobój  | bieg 200 m                 | 25,72   | 822    | 35.     |
| Györgyi Farkas | siedmiobój  | skok w dal                 | 6,07    | 871    | 16.     |
| Györgyi Farkas | siedmiobój  | rzut oszczepem             | 46,52   | 793    | 13.     |
| Györgyi Farkas | siedmiobój  | bieg na 800 m              | 2:17,83 | 853    | 22.     |
| Györgyi Farkas | siedmiobój  | Finał                      |         | 6013   | 22.     |

### Pięciobój nowoczesny
| Zawodnik       | Konkurencja | Szermierka | Szermierka | Szermierka | Pływanie | Pływanie | Pływanie | Jazda konna | Jazda konna | Jazda konna | Kombinacja: strzelanie/bieg przełajowy | Kombinacja: strzelanie/bieg przełajowy | Kombinacja: strzelanie/bieg przełajowy | Suma punktów | Pozycja |
| Zawodnik       | Konkurencja | Wynik      | M.         | Punkty     | Czas     | M.       | Punkty   | Kary        | M.          | Punkty      | Czas                                   | M.                                     | Punkty                                 | Suma punktów | Pozycja |
| -------------- | ----------- | ---------- | ---------- | ---------- | -------- | -------- | -------- | ----------- | ----------- | ----------- | -------------------------------------- | -------------------------------------- | -------------------------------------- | ------------ | ------- |
| Ádám Marosi    | mężczyźni   | 20-15      | 6.         | 880        | 2:02,08  | 8.       | 1336     | 0           | 2.          | 1200        | 10:45,72                               | 12.                                    | 2420                                   | 5836         | brąz    |
| Róbert Kasza   | mężczyźni   | 20-15      | 6.         | 880        | 2:01,59  | 7.       | 1344     | 0           | 1.          | 1200        | 11:27,85                               | 32.                                    | 2252                                   | 5676         | 12.     |
| Adrienn Tóth   | kobiety     | 24-11      | 2.         | 976        | 2:17,32  | 12.      | 1156     | 100         | 24.         | 1100        | 13:07,33                               | 31.                                    | 1852                                   | 5084         | 20.     |
| Sarolta Kovács | kobiety     | 11-24      | 32.        | 664        | 2:08,11  | 1.       | 1264     | 680         | 34.         | 520         | 12:43,69                               | 26.                                    | 1948                                   | 4396         | 33.     |

### Piłka ręczna
- Reprezentacja mężczyzn

| - Gergő Iváncsik - Roland Mikler - Carlos Pérez - Timuzsin Schuch - Attila Vadkerti - Szabolcs Zubai - Gábor Császár - Nándor Fazekas |  | - Péter Gulyás - Gergely Harsányi - Ferenc Ilyés - Balázs Laluska - Máté Lékai - Tamás Mocsai - Barna Putics - László Nagy |

Reprezentacja Węgier brała udział w rozgrywkach grupy B turnieju olimpijskiego zajmując w niej czwarte miejsce i awansując do ćwierćfinału. W ćwierćfinale pokonała reprezentację Islandii i awansowała do półfinału w którym uległa reprezentacji Szwecji. W meczu o brązowy medal przegrała z reprezentacją Chorwacji zajmując 4. miejsce w turnieju olimpijskim.
Grupa A
| Drużyna          | M | Mecze | Mecze | Mecze | Bramki | Bramki | Bramki | Pkt |
| Drużyna          | M | W     | R     | P     | +      | –      | +/−    | Pkt |
| ---------------- | - | ----- | ----- | ----- | ------ | ------ | ------ | --- |
| Chorwacja        | 5 | 5     | 0     | 0     | 150    | 109    | +41    | 10  |
| Dania            | 5 | 4     | 0     | 1     | 124    | 129    | −5     | 8   |
| Hiszpania        | 5 | 3     | 0     | 2     | 140    | 126    | +14    | 6   |
| Węgry            | 5 | 2     | 0     | 3     | 114    | 128    | −14    | 4   |
| Serbia           | 5 | 1     | 0     | 4     | 120    | 131    | −11    | 2   |
| Korea Południowa | 5 | 0     | 0     | 5     | 115    | 140    | −25    | 0   |

#### Rozgrywki grupowe
| 29 lipca 201222:15 | Węgry           | 25:27(10:13) | Dania           | Copper Box, Londyn Sędzia: LAZAAR Nordine, REVERET Laurent |
| 29 lipca 201222:15 | Gábor Császár 8 | 25:27(10:13) | Anders Eggert 9 | Copper Box, Londyn Sędzia: LAZAAR Nordine, REVERET Laurent |
| 29 lipca 201222:15 | 7× · 1×         | 25:27(10:13) | 5× · 3×         | Copper Box, Londyn Sędzia: LAZAAR Nordine, REVERET Laurent |

| 31 lipca 201212:15 | Korea Południowa             | 19:22(9:7) | Węgry        | Copper Box, Londyn Widzów: 4 262 Sędzia: Nachevski, Nikolov |
| 31 lipca 201212:15 | Jeong Yik-yeong, Jeong Han 4 | 19:22(9:7) | Máté Lékai 5 | Copper Box, Londyn Widzów: 4 262 Sędzia: Nachevski, Nikolov |
| 31 lipca 201212:15 | 3× · 4×                      | 19:22(9:7) | 4× · 4×      | Copper Box, Londyn Widzów: 4 262 Sędzia: Nachevski, Nikolov |

| 2 sierpnia 201215:30 | Chorwacja    | 26:19(11:9) | Węgry                        | Copper Box, Londyn Sędzia: Kenneth Abrahamsen, Arne Kristiansen |
| 2 sierpnia 201215:30 | Ivan Čupić 7 | 26:19(11:9) | Gábor Császár, László Nagy 4 | Copper Box, Londyn Sędzia: Kenneth Abrahamsen, Arne Kristiansen |
| 2 sierpnia 201215:30 | 6× · 3×      | 26:19(11:9) | 2× · 3×                      | Copper Box, Londyn Sędzia: Kenneth Abrahamsen, Arne Kristiansen |

| 4 sierpnia 201222:15 | Węgry         | 22:33(13:16) | Hiszpania           | Copper Box, Londyn Sędzia: Václav Horáček, Jiří Novotný |
| 4 sierpnia 201222:15 | László Nagy 7 | 22:33(13:16) | Julen Aguinagalde 9 | Copper Box, Londyn Sędzia: Václav Horáček, Jiří Novotný |
| 4 sierpnia 201222:15 | 4× · 4×       | 22:33(13:16) | 4× · 3×             | Copper Box, Londyn Sędzia: Václav Horáček, Jiří Novotný |

| 6 sierpnia 201210:30 | Węgry          | 26:23(9:11) | Serbia                         | Copper Box, Londyn Sędzia: Kenneth Abrahamsen, Arne Kristiansen |
| 6 sierpnia 201210:30 | Tamás Mocsai 9 | 26:23(9:11) | Momir Ilić, Rajko Prodanović 5 | Copper Box, Londyn Sędzia: Kenneth Abrahamsen, Arne Kristiansen |
| 6 sierpnia 201210:30 | 3× · 4×        | 26:23(9:11) | 4× · 3×                        | Copper Box, Londyn Sędzia: Kenneth Abrahamsen, Arne Kristiansen |

#### Ćwierćfinał
| 8 sierpnia 201211:00 | Islandia                  | 33:34 (pd.)(12:16) | Węgry         | Copper Box, Londyn Sędzia: LAZAAR Nordine, REVERET Laurent |
| 8 sierpnia 201211:00 | Guðjón Valur Sigurðsson 8 | 33:34 (pd.)(12:16) | László Nagy 9 | Copper Box, Londyn Sędzia: LAZAAR Nordine, REVERET Laurent |
| 8 sierpnia 201211:00 | 2× · 3×                   | 33:34 (pd.)(12:16) | 4× · 3×       | Copper Box, Londyn Sędzia: LAZAAR Nordine, REVERET Laurent |

#### Półfinał
| 10 sierpnia 201217:30 | Węgry           | 26:27(12:15) | Szwecja         | Copper Box, Londyn Sędzia: Lars Geipel, Marcus Helbig |
| 10 sierpnia 201217:30 | Gábor Császár 8 | 26:27(12:15) | Niclas Ekberg 6 | Copper Box, Londyn Sędzia: Lars Geipel, Marcus Helbig |
| 10 sierpnia 201217:30 | 3× · 4×         | 26:27(12:15) | 5× · 3×         | Copper Box, Londyn Sędzia: Lars Geipel, Marcus Helbig |

#### Mecz o brązowy medal
| 12 sierpnia 201211:00 | Węgry              | 26:33(14:19) | Chorwacja    | Copper Box, Londyn Sędzia: Václav Horáček, Jiří Novotný |
| 12 sierpnia 201211:00 | Gergely Harsányi 7 | 26:33(14:19) | Ivan Čupić 8 | Copper Box, Londyn Sędzia: Václav Horáček, Jiří Novotný |
| 12 sierpnia 201211:00 | 4× · 4×            | 26:33(14:19) | 3× · 3×      | Copper Box, Londyn Sędzia: Václav Horáček, Jiří Novotný |

### Piłka wodna
- Reprezentacja mężczyzn

| - Zoltán Szécsi - Tamás Varga - Norbert Madaras - Dénes Varga - Tamás Kásás - Norbert Hosnyánszky - Gergő Kiss |  | - Márton Szivós - Dániel Varga - Péter Biros - Ádám Steinmetz - Balázs Hárai - Viktor Nagy |

Reprezentacja Węgier brała udział w rozgrywkach grupy B turnieju olimpijskiego zajmując w niej trzecie miejsce i awansując do ćwierćfinału. W ćwierćfinale uległa Włochom. W meczach o miejsca5-8. najpierw pokonała reprezentację Australii, a następnie reprezentację Hiszpanii zajmując ostatecznie 5. miejsce w turnieju.
Grupa B
| Drużyna           | M | Mecze | Mecze | Mecze | Bramki | Bramki | Bramki | Pkt |
| Drużyna           | M | W     | R     | P     | +      | –      | +/−    | Pkt |
| ----------------- | - | ----- | ----- | ----- | ------ | ------ | ------ | --- |
| Serbia            | 5 | 4     | 1     | 0     | 69     | 38     | +31    | 9   |
| Czarnogóra        | 5 | 3     | 1     | 1     | 54     | 41     | +13    | 7   |
| Węgry             | 5 | 3     | 0     | 2     | 65     | 52     | +13    | 6   |
| Stany Zjednoczone | 5 | 3     | 0     | 2     | 43     | 44     | −1     | 6   |
| Rumunia           | 5 | 1     | 0     | 4     | 48     | 55     | −7     | 2   |
| Wielka Brytania   | 5 | 0     | 0     | 5     | 28     | 78     | −50    | 0   |

#### Rozgrywki grupowe
29 lipca 2012
| Węgry | 10:14 | Serbia |

31 lipca 2012
| Węgry | 10:11 | Czarnogóra |

2 sierpnia 2012
| Rumunia | 15:17 | Węgry' |

4 sierpnia 2012
| Węgry | 17:6 | Wielka Brytania |

6 sierpnia 2012
| Węgry | 11:6 | Stany Zjednoczone |

#### Ćwierćfinał
| 8 sierpnia 2012 18:40 CET | Włochy | 11:9 | Węgry | Water Polo Arena, Londyn |
|                           |        |      |       |                          |

#### Mecze o miejsca 5-8.
| 10 sierpnia 2012 18:20 CET | Węgry | 10:9 | Australia | Water Polo Arena, Londyn |
|                            |       |      |           |                          |

| 12 sierpnia 2012 12:40 CET | Hiszpania | 8:14 | Węgry | Water Polo Arena, Londyn |
|                            |           |      |       |                          |

- Reprezentacja kobiet

| - Flóra Bolonyai - Dóra Czigány - Dóra Antal - Hanna Kisteleki - Gabriella Szűcs - Orsolya Takács - Rita Drávucz |  | - Rita Keszthelyi - Ildikó Tóth - Barbara Bujka - Dóra Csabai - Kara Mária Menczinger - Edina Gangl |

Reprezentacja Węgier brała udział w rozgrywkach grupy A turnieju olimpijskiego zajmując w niej trzecie miejsce i awansując do ćwierćfinału. W ćwierćfinale pokonała reprezentację Rosji i awansowała do półfinału. W półfinale przegrała z Hiszpanią. W meczu o trzecie miejsce uległa reprezentacji Australii ostatecznie zajmując 4. miejsce.
Grupa A
| Drużyna           | M | Mecze | Mecze | Mecze | Bramki | Bramki | Bramki | Pkt |
| Drużyna           | M | W     | R     | P     | +      | –      | +/−    | Pkt |
| ----------------- | - | ----- | ----- | ----- | ------ | ------ | ------ | --- |
| Hiszpania         | 3 | 2     | 1     | 0     | 33     | 26     | +7     | 5   |
| Stany Zjednoczone | 3 | 2     | 1     | 0     | 30     | 28     | +2     | 5   |
| Węgry             | 3 | 1     | 0     | 2     | 35     | 37     | −2     | 2   |
| Chiny             | 3 | 0     | 0     | 3     | 24     | 29     | −5     | 0   |

#### Rozgrywki grupowe
30 lipca 2012
| Węgry | 13:14 | Stany Zjednoczone |

1 sierpnia 2012
| Węgry | 11:10 | Chiny |

3 sierpnia 2012
| Hiszpania | 13:11 | Węgry |

#### Ćwierćfinał
| 5 sierpnia 2012 16:10 CET | Węgry | 11:10 | Rosja | Water Polo Arena, Londyn |
|                           |       |       |       |                          |

#### Półfinał
| 7 sierpnia 2012 19:40 CET | Węgry | 9:10 | Hiszpania | Water Polo Arena, Londyn |
|                           |       |      |           |                          |

#### Mecz o trzecie miejsce
| 9 sierpnia 2012 18:40 CET | Australia | 13:11 (dogr.) | Węgry | Water Polo Arena, Londyn |
|                           |           |               |       |                          |

### Pływanie
Mężczyźni
| Zawodnik                                            | Konkurencja        | Eliminacje | Eliminacje | Półfinał        | Półfinał        | Finał            | Finał            |
| Zawodnik                                            | Konkurencja        | Czas       | Miejsce    | Czas            | Miejsce         | Czas             | Miejsce          |
| --------------------------------------------------- | ------------------ | ---------- | ---------- | --------------- | --------------- | ---------------- | ---------------- |
| Krisztián Takács                                    | 50 m dowolnym      | 22,19      | 4.         | 22,01           | 12.             | → Nie awansował  | → Nie awansował  |
| Dominik Kozma                                       | 200 m dowolnym     | 1:47,18    | 4.         | 1:46,93         | 10.             | → Nie awansował  | → Nie awansował  |
| Gergő Kis                                           | 400 m dowolnym     | 3:46,77    | 2.         |                 |                 | 3:47,03          | 6.               |
| Gergő Kis                                           | 1500 m dowolnym    | 15:21,74   | 19.        |                 |                 | → Nie awansował  | → Nie awansował  |
| Gergely Gyurta                                      | 1500 m dowolnym    | 15:04,22   | 12.        |                 |                 | → Nie awansował  | → Nie awansował  |
| Richárd Bohus                                       | 100 m grzbietowym  | 54,84      | 22.        | → Nie awansował | → Nie awansował | → Nie awansował  | → Nie awansował  |
| 200 m grzbietowym                                   | 1:56,98            | 1.         | 1"57,56    | 11.             | → Nie awansował | → Nie awansował  |                  |
| 200 m grzbietowym                                   | Péter Bernek       | 1:57,52    | 3.         | 1:57,71         | 12.             | → Nie awansował  | → Nie awansował  |
| Dániel Gyurta                                       | 100 m klasycznym   | 59,76      | 1.         | 59,74           | 6.              | 59,53            | 4.               |
| Dániel Gyurta                                       | 200 m klasycznym   | 2:08,71    | 1.         | 2:08,32         | 1.              | 2:07,28          | złoto            |
| Ákos Molnár                                         | 200 m klasycznym   | 2:12,42    | 20.        | → Nie awansował | → Nie awansował | → Nie awansował  | → Nie awansował  |
| Bence Pulai                                         | 100 m motylkowym   | 52,19      | 1.         | 52,40           | 14.             | → Nie awansował  | → Nie awansował  |
| Bence Biczó                                         | 200 m motylkowym   | 1:56,51    | 3.         | 1:55,36         | 9.              | → Nie awansował  | → Nie awansował  |
| László Cseh                                         | 200 m motylkowym   | 1:55,86    | 2.         | 1:55,88         | 12.             | → Nie awansował  | → Nie awansował  |
| László Cseh                                         | 200 m zmiennym     | 1:57,20    | 1.         | 1:56,74         | 1.              | 1:56,22          | brąz             |
| László Cseh                                         | 400 m zmiennym     | 4:13,40    | 9.         |                 |                 | → Nie awansował  | → Nie awansował  |
| Dávid Verrasztó                                     | 200 m zmiennym     | 2:04,53    | 35.        | → Nie awansował | → Nie awansował | → Nie awansował  | → Nie awansował  |
| Dávid Verrasztó                                     | 400 m zmiennym     | 4:20,24    | 22.        |                 |                 | → Nie awansował  | → Nie awansował  |
| Csaba Gercsák                                       | 10 km              |            |            |                 |                 | 1:51:30,9        | 18.              |
| Péter Bernek Gergő Kis Gábor Balog Krisztián Takács | 4 × 100 m dowolnym | 3:21,91    | 14.        |                 |                 | → Nie awansowali | → Nie awansowali |
| Dominik Kozma Péter Bernek László Cseh Gergő Kis    | 4 × 200 m dowolnym | 7:11,64    | 4.         |                 |                 | 7:13,66          | 8.               |
| László Cseh Dániel Gyurta Bence Pulai Dominik Kozma | 4 × 100 m zmiennym | 3:34,44    | 4.         |                 |                 | 3:33,02          | 5.               |

Kobiety
| Zawodniczka                                                     | Konkurencja        | Eliminacje      | Eliminacje      | Półfinał         | Półfinał         | Finał            | Finał            |
| Zawodniczka                                                     | Konkurencja        | Czas            | Miejsce         | Czas             | Miejsce          | Czas             | Miejsce          |
| --------------------------------------------------------------- | ------------------ | --------------- | --------------- | ---------------- | ---------------- | ---------------- | ---------------- |
| Eszter Dara                                                     | 100 m dowolnym     | 55,37           | 23.             | → Nie awansowała | → Nie awansowała | → Nie awansowała | → Nie awansowała |
| Ágnes Mutina                                                    | 200 m dowolnym     | 1:59,56         | 22.             | → Nie awansowała | → Nie awansowała | → Nie awansowała | → Nie awansowała |
| Éva Risztov                                                     | 400 m dowolnym     | 4:09,08         | 16.             |                  |                  | → Nie awansowała | → Nie awansowała |
| Éva Risztov                                                     | 800 m dowolnym     | 8:29,06         | 13.             |                  |                  | → Nie awansowała | → Nie awansowała |
| Boglárka Kapás                                                  | 400 m dowolnym     | 4:10,01         | 17.             |                  |                  | → Nie awansowała | → Nie awansowała |
| Boglárka Kapás                                                  | 800 m dowolnym     | 8:26,43         | 2.              |                  |                  | 8:23,89          | 6.               |
| Eszter Povázsay                                                 | 100 m grzbietowym  | 1:03,55         | 37.             | → Nie awansowała | → Nie awansowała | → Nie awansowała | → Nie awansowała |
| Dorina Szekeres                                                 | 200 m grzbietowym  | 2:18,16         | 35.             | → Nie awansowała | → Nie awansowała | → Nie awansowała | → Nie awansowała |
| Anna Sztankovics                                                | 100 m klasycznym   | 1:09,65         | 31.             | → Nie awansowała | → Nie awansowała | → Nie awansowała | → Nie awansowała |
| Anna Sztankovics                                                | 200 m klasycznym   | 2:29,67         | 29.             | → Nie awansowała | → Nie awansowała | → Nie awansowała | → Nie awansowała |
| Liliána Szilágyi                                                | 100 m motylkowym   | 1:00,34         | 34.             | → Nie awansowała | → Nie awansowała | → Nie awansowała | → Nie awansowała |
| Katinka Hosszú                                                  | 200 m motylkowym   | 2:07,75         | 2.              | 2:07,69          | 9.               | → Nie awansowała | → Nie awansowała |
| Katinka Hosszú                                                  | 200 m zmiennym     | 2:10,68         | 2.              | 2:10,74          | 1.               | 2:14,19          | 8.               |
| Katinka Hosszú                                                  | 400 m zmiennym     | 4:33,77         | 2.              |                  |                  | 4:33,49          | 4.               |
| Zsuzsanna Jakabos                                               | 200 m motylkowym   | 2:07,79         | 3.              | 2:06,82          | 3.               | 2:07,33          | 7.               |
| Zsuzsanna Jakabos                                               | 400 m zmiennym     | 4:37,37         | 9.              |                  |                  | → Nie awansowała | → Nie awansowała |
| Evelyn Verrasztó                                                | 200 m zmiennym     | 2:12,17         | 2.              | 2:11,53          | 9.               | → Nie awansowała | → Nie awansowała |
| Éva Risztov                                                     | 10 km              |                 |                 |                  |                  | 1:57:38,2        | złoto            |
| Ágnes Mutina Evelyn Verrasztó Éva Risztov Eszter Dara           | 4 × 100 m dowolnym | 3:44,79         | 15.             |                  |                  | → Nie awansowały | → Nie awansowały |
| Ágnes Mutina Zsuzsanna Jakabos Katinka Hosszú Evelyn Verrasztó< | 4 × 200 m dowolnym | 7:54,58         | 9.              |                  |                  | → Nie awansowały | → Nie awansowały |
| Evelyn Verrasztó Anna Sztankovics Zsuzsanna Jakabos Eszter Dara | 4 × 100 m zmiennym | Dyskwalifikacja | Dyskwalifikacja |                  |                  | → Nie awansowały | → Nie awansowały |

### Pływanie synchroniczne
| Zawodnik                 | Konkurencja | Eliminacje                    | Eliminacje                    | Eliminacje                 | Eliminacje                 | Eliminacje         | Eliminacje         | Finał            | Finał            |
| Zawodnik                 | Konkurencja | Eliminacje – runda techniczna | Eliminacje – runda techniczna | Eliminacje – runda dowolna | Eliminacje – runda dowolna | Eliminacje – Razem | Eliminacje – Razem | Finał            | Finał            |
| Zawodnik                 | Konkurencja | Punkty                        | Miejsce                       | Punkty                     | Miejsce                    | Punkty             | Miejsce            | Punkty           | Miejsce          |
| ------------------------ | ----------- | ----------------------------- | ----------------------------- | -------------------------- | -------------------------- | ------------------ | ------------------ | ---------------- | ---------------- |
| Eszter Czékus Szofi Kiss | Duety       | 79,400                        | 21.                           | 79,080                     | 21.                        | 158,480            | 21.                | → Nie awansowały | → Nie awansowały |

### Podnoszenie ciężarów
Mężczyźni
| Zawodnik   | Konkurencja | Rwanie | Rwanie  | Podrzut | Podrzut | Razem  | Pozycja |
| Zawodnik   | Konkurencja | Wynik  | Pozycja | Wynik   | Pozycja | Razem  | Pozycja |
| ---------- | ----------- | ------ | ------- | ------- | ------- | ------ | ------- |
| Peter Nagy | +105 kg     | 191 kg | 8.      | 225 kg  | 11.     | 416 kg | 11.     |

### Skoki do wody
Kobiety
| Zawodniczka  | Konkurencja                  | Preeliminacje | Preeliminacje | Półfinał         | Półfinał         | Finał            | Finał            |
| Zawodniczka  | Konkurencja                  | Punkty        | Miejsce       | Punkty           | Miejsce          | Punkty           | Miejsce          |
| ------------ | ---------------------------- | ------------- | ------------- | ---------------- | ---------------- | ---------------- | ---------------- |
| Nóra Barta   | trampolina 3 m indywidualnie | 257,70        | 25.           | → Nie awansowała | → Nie awansowała | → Nie awansowała | → Nie awansowała |
| Flóra Gondos | trampolina 3 m indywidualnie | 266,45        | 22.           | → Nie awansowała | → Nie awansowała | → Nie awansowała | → Nie awansowała |

### Strzelectwo
Mężczyźni
| Zawodnik       | Konkurencja   | Kwalifikacje | Kwalifikacje | Finał           | Finał           |
| Zawodnik       | Konkurencja   | Wynik        | Pozycja      | Wynik           | Pozycja         |
| -------------- | ------------- | ------------ | ------------ | --------------- | --------------- |
| Péter Sidi     | kpn 60        | 594          | 13.          | → Nie awansował | → Nie awansował |
| Péter Sidi     | Kdw 60l       | 595          | 11.          | → Nie awansował | → Nie awansował |
| Péter Sidi     | Kdw 3 × 40    | 1168         | 8.           | 1269,0          | 6.              |
| Richárd Bognár | trap podwójny | 137          | 6.           | 182             | 6.              |

Kobiety
| Zawodnik      | Konkurencja | Kwalifikacje | Kwalifikacje | Finał            | Finał            |
| Zawodnik      | Konkurencja | Wynik        | Pozycja      | Wynik            | Pozycja          |
| ------------- | ----------- | ------------ | ------------ | ---------------- | ---------------- |
| Zsófia Csonka | ppn 40      | 381          | 16.          | → Nie awansowała | → Nie awansowała |
| Zsófia Csonka | psp 60      | 584          | 6.           | 784,0            | 6.               |

### Szermierka
Kobiety
| Zawodnik     | Konkurencja          | 1/32             | 1/16                  | 1/8              | Ćwierćfinały     | Półfinały        | Finał            | Finał   |
| Zawodnik     | Konkurencja          | Przeciwnik Wynik | Przeciwnik Wynik      | Przeciwnik Wynik | Przeciwnik Wynik | Przeciwnik Wynik | Przeciwnik Wynik | Pozycja |
| ------------ | -------------------- | ---------------- | --------------------- | ---------------- | ---------------- | ---------------- | ---------------- | ------- |
| Aida Mohamed | floret indywidualnie |                  | Nzingha Prescod 15-10 | Nam Hyun-hee 7-8 | → Nie awansowała | → Nie awansowała | → Nie awansowała | 9.      |
| Emese Szász  | szpada indywidualnie |                  | Choi In-jeong 12-15   | → Nie awansowała | → Nie awansowała | → Nie awansowała | → Nie awansowała | 17.     |

Mężczyźni
| Zawodnik      | Konkurencja          | 1/32             | 1/16                       | 1/8                   | Ćwierćfinały      | Półfinały            | Finał                | Finał   |
| Zawodnik      | Konkurencja          | Przeciwnik Wynik | Przeciwnik Wynik           | Przeciwnik Wynik      | Przeciwnik Wynik  | Przeciwnik Wynik     | Przeciwnik Wynik     | Pozycja |
| ------------- | -------------------- | ---------------- | -------------------------- | --------------------- | ----------------- | -------------------- | -------------------- | ------- |
| Géza Imre     | szpada indywidualnie |                  | Abdelkarim El Haouari 15-8 | Bartosz Piasecki 7-15 | → Nie awansował   | → Nie awansował      | → Nie awansował      | 9.      |
| Áron Szilágyi | szabla indywidualnie |                  | Yu Peng Kean 15-1          | Zhong Man 15-10       | Max Harting 15-13 | Nikołaj Kowalow 15-7 | Diego Occhiuzzi 15-8 | złoto   |

### Tenis stołowy
| Zawodnik        | Konkurencja        | Eliminacje       | Runda 1                                                      | Runda 2                                                     | Runda 3                                     | 1/8 finału       | Ćwierćfinały     | Półfinały        | Finał            | Finał   |
| Zawodnik        | Konkurencja        | Przeciwnik Wynik | Przeciwnik Wynik                                             | Przeciwnik Wynik                                            | Przeciwnik Wynik                            | Przeciwnik Wynik | Przeciwnik Wynik | Przeciwnik Wynik | Przeciwnik Wynik | Pozycja |
| --------------- | ------------------ | ---------------- | ------------------------------------------------------------ | ----------------------------------------------------------- | ------------------------------------------- | ---------------- | ---------------- | ---------------- | ---------------- | ------- |
| Dániel Zwickl   | gra pojedyncza (m) |                  | Allan Bentsen 4-1 11:9, 11:7, 12:10, 4:11, 11:8              | Aleksandar Karakašević 4-1 12:10, 12:10, 10:12, 11:8, 12:10 | Chuang Chih-yuan 0-4 8:11, 8:11, 6:11, 9:11 | → Nie awansował  | → Nie awansował  | → Nie awansował  | → Nie awansował  | 17.     |
| Ádám Pattantyús | gra pojedyncza (m) |                  | William Henzell 1-4 11:13, 8:11, 9:11, 11:6, 9:11            | → Nie awansował                                             | → Nie awansował                             | → Nie awansował  | → Nie awansował  | → Nie awansował  | → Nie awansował  | 33.     |
| Krisztina Tóth  | gra pojedyncza (k) |                  | Fabiola Ramos 4-3 11:9, 9:11, 9:11, 12:14, 11:5. 11:9, 12:10 | Chen Szu-yu 3-4 12:10, 11:7, 11:7, 13:15, 5:11, 5:11, 11:13 | → Nie awansowała                            | → Nie awansowała | → Nie awansowała | → Nie awansowała | → Nie awansowała | 33.     |
| Georgina Póta   | gra pojedyncza (k) |                  | Tian Yuan 4-1 11:13, 11:4, 11:2, 12:10, 11:2                 | Park Mi-young 1-4 11:3, 8:11, 8:11, 6:11, 9:11              | → Nie awansowała                            | → Nie awansowała | → Nie awansowała | → Nie awansowała | → Nie awansowała | 17.     |

### Tenis ziemny
Kobiety
| Zawodnik                 | Konkurencja | 1/32                        | 1/16                                              | 1/8              | Ćwierćfinały     | Półfinały        | Finał            | Finał          |
| Zawodnik                 | Konkurencja | Przeciwnik Wynik            | Przeciwnik Wynik                                  | Przeciwnik Wynik | Przeciwnik Wynik | Przeciwnik Wynik | Przeciwnik Wynik | Pozycja        |
| ------------------------ | ----------- | --------------------------- | ------------------------------------------------- | ---------------- | ---------------- | ---------------- | ---------------- | -------------- |
| Ágnes Szávay             | singel      | Elena Baltacha 3:6, 3:6     | → Nie awansowała                                  | → Nie awansowała | → Nie awansowała | → Nie awansowała | → Nie awansowała | Miejsca 33-64. |
| Tímea Babos              | singel      | Galina Woskobojewa 6:4, 6:2 | Angelique Kerber 1:6, 1:6                         | → Nie awansowała | → Nie awansowała | → Nie awansowała | → Nie awansowała | Miejsca 17-32. |
| Ágnes Szávay Tímea Babos | debel       |                             | Andrea Hlaváčková Lucie Hradecká 1:6, 7:6(5), 2:6 | → Nie awansowały | → Nie awansowały | → Nie awansowały | → Nie awansowały | Miejsca 17-31. |

### Triathlon
| Zawodnik      | Konkurencja | Pływanie (1,5 km) | Zmiana 1 | Jazda na rowerze (40 km) | Zmiana 2 | Bieg (10 km) | Czas    | Pozycja |
| ------------- | ----------- | ----------------- | -------- | ------------------------ | -------- | ------------ | ------- | ------- |
| Zsófia Kovács | kobiety     | 19:51             | 0:44     | 1:10:40                  | 0:34     | 38:50        | 2:10:39 | 51.     |

### Wioślarstwo
Mężczyźni
| Zawodnik                  | Konkurencja | Eliminacje | Eliminacje | Repesaż | Repesaż | Półfinały A/B    | Półfinały A/B    | Finał A/B        | Finał A/B        | Miejsce |
| Zawodnik                  | Konkurencja | Czas       | M.         | Czas    | M.      | Czas             | M.               | Czas             | M.               | Miejsce |
| ------------------------- | ----------- | ---------- | ---------- | ------- | ------- | ---------------- | ---------------- | ---------------- | ---------------- | ------- |
| Domonkos Széll Béla Simon | M2-         | 6:46,18    | 5.         | 6:27,88 | 4.      | → Nie awansowali | → Nie awansowali | → Nie awansowali | → Nie awansowali | 13.     |
| Zsolt Hirling Tamás Varga | LM2x        | 6:39,80    | 4.         | 6:32,31 | 2.      | 6:42,81          | 5.               | 6:39,98          | 5.(B)            | 11.     |

### Zapasy
Mężczyźni – styl klasyczny
| Zawodnik           | Konkurencja | Kwalifikacje     | 1/8                     | Ćwierćfinał       | Półfinał              | Repesaż 1          | Repesaż 2        | Finał             | Finał   |
| Zawodnik           | Konkurencja | Przeciwnik Wynik | Przeciwnik Wynik        | Przeciwnik Wynik  | Przeciwnik Wynik      | Przeciwnik Wynik   | Przeciwnik Wynik | Przeciwnik Wynik  | Pozycja |
| ------------------ | ----------- | ---------------- | ----------------------- | ----------------- | --------------------- | ------------------ | ---------------- | ----------------- | ------- |
| Péter Módos        | −55 kg      |                  | Elmurod Toshmurodov 4-0 | Hamid Surijan 0-3 | → Nie awansował       | Arsen Eralijew 3-0 | Håkan Nyblom 5-3 | → Nie awansował   | brąz    |
| Tamás Lőrincz      | −66 kg      |                  | Frank Stäbler 3-1       | Justin Lester 3-1 | Manuczar Cchadaia 3-0 |                    |                  | Kim Hyeon-woo 0-3 | srebro  |
| Péter Bácsi        | −74 kg      |                  | Aleksandr Kazakevič 2-1 | → Nie awansował   | → Nie awansował       | → Nie awansował    | → Nie awansował  | → Nie awansował   | 14.     |
| Mihály Deák-Bárdos | −120 kg     | Liu Deli 2-1     | Johan Eurén 0-3         | → Nie awansował   | → Nie awansował       | → Nie awansował    | → Nie awansował  | → Nie awansował   | 11.     |

Mężczyźni – styl wolny
| Zawodnik      | Konkurencja | Kwalifikacje     | 1/8                   | Ćwierćfinał              | Półfinał           | Repesaż 1        | Repesaż 2          | Finał            | Finał   |
| Zawodnik      | Konkurencja | Przeciwnik Wynik | Przeciwnik Wynik      | Przeciwnik Wynik         | Przeciwnik Wynik   | Przeciwnik Wynik | Przeciwnik Wynik   | Przeciwnik Wynik | Pozycja |
| ------------- | ----------- | ---------------- | --------------------- | ------------------------ | ------------------ | ---------------- | ------------------ | ---------------- | ------- |
| Gábor Hatos   | −74 kg      |                  | Zhang Chongyao 4-0    | Abdulkhakim Szapijew 2-0 | Sadegh Gudarzi 0-4 |                  | Sosłan Tigijew 0-2 | → Nie awansował  | 5.      |
| Dániel Ligeti | −120 kg     |                  | Aleksiej Szemarow 1-4 | → Nie awansował          | → Nie awansował    | → Nie awansował  | → Nie awansował    | → Nie awansował  | 12.     |

Kobiety – styl wolny
| Zawodnik        | Konkurencja | Kwalifikacje        | 1/8                  | Ćwierćfinał      | Półfinał         | Repesaż 1        | Repesaż 2        | Finał            | Finał   |
| Zawodnik        | Konkurencja | Przeciwnik Wynik    | Przeciwnik Wynik     | Przeciwnik Wynik | Przeciwnik Wynik | Przeciwnik Wynik | Przeciwnik Wynik | Przeciwnik Wynik | Pozycja |
| --------------- | ----------- | ------------------- | -------------------- | ---------------- | ---------------- | ---------------- | ---------------- | ---------------- | ------- |
| Marianna Sastin | −63 kg      | Jacira Mendonca 4-0 | Julija Ostapczuk 0-5 | → Nie awansowała | → Nie awansowała | → Nie awansowała | → Nie awansowała | → Nie awansowała | 11.     |

### Żeglarstwo
Kobiety
| Zawodnik    | Konkurencja | Wyścig | Wyścig | Wyścig | Wyścig | Wyścig | Wyścig | Wyścig | Wyścig | Wyścig | Wyścig | Wyścig | Punkty | Finałowa pozycja |
| Zawodnik    | Konkurencja | 1      | 2      | 3      | 4      | 5      | 6      | 7      | 8      | 9      | 10     | M*     | Punkty | Finałowa pozycja |
| ----------- | ----------- | ------ | ------ | ------ | ------ | ------ | ------ | ------ | ------ | ------ | ------ | ------ | ------ | ---------------- |
| Diána Detre | RS:X        | 17     | 16     | 13     | 19     | 16     | 14     | 17     | 18     | 21     | 20     |        | 150    | 18.              |

Mężczyźni
| Zawodnik        | Konkurencja | Wyścig | Wyścig | Wyścig | Wyścig | Wyścig | Wyścig | Wyścig | Wyścig | Wyścig | Wyścig | Wyścig | Punkty | Finałowa pozycja |
| Zawodnik        | Konkurencja | 1      | 2      | 3      | 4      | 5      | 6      | 7      | 8      | 9      | 10     | M*     | Punkty | Finałowa pozycja |
| --------------- | ----------- | ------ | ------ | ------ | ------ | ------ | ------ | ------ | ------ | ------ | ------ | ------ | ------ | ---------------- |
| Áron Gádorfalvi | RS:X        | 34     | 33     | 39     | 22     | 7      | 21     | 18     | 24     | 3      | 25     |        | 187    | 25.              |
| Zsombor Berecz  | Laser       | 30     | 34     | 11     | 12     | 33     | 3      | 21     | 14     | 4      | 31     |        | 159    | 21.              |

M = Wyścig medalowy